# Arif Demolli
Arif Demolli (ur. 2 maja 1949 w Gllogovicy, zm. 6 marca 2017 w Prisztinie) – jugosłowiański i kosowski pisarz, twórca literatury dziecięcej, tłumacz i krytyk literacki. Autor łącznie około 30 dzieł literackich (powieści, wierszy oraz scenariuszy).

## Życiorys
Ukończył szkołę średnią w Prisztinie oraz studia filologiczne na Uniwersytecie w Prisztinie.
Pracował jako publicysta dla czasopisma kulturalnego Fjala. W 1981 roku wziął udział w protestach w Kosowie, podczas których został aresztowany i skazany na dwa lata pozbawienia wolności; po wyjściu na wolność otrzymał całkowity zakaz pracy oraz pozbawienie praw obywatelskich do 1990 roku. Wówczas wrócił do pracy dla czasopisma Fjala, pracował następnie dla czasopism Pionieri i Bota e re oraz dla Radio Televizioni i Kosovës. Zajmował się także opracowywaniem materiałów dydaktycznych dla kosowskiego Ministerstwa Edukacji oraz współpracował z Uniwersytetem Pedagogicznym w Zurychu.
W 1993 roku został uhonorowany Nagrodą Stowarzyszenia Pisarzy Kosowa na utwór pod tytułem Të gjallët dhe të vdekurit e një fëmijërie. 
Zmarł dnia 6 marca 2017 roku w Prisztinie, następnego dnia odbył się jego pogrzeb.

## Utwory
- Ballkonet e një qyteze[1]
- Farët magjike[1]
- Ishte një fshat i Kosovës[4]
- Kuçedra qyqare[2]
- Kur je më i vogli[1]
- Libër larush[1]
- Lulevera dhe Ylberi[1][2]
- Lushi si askushi[1][2]
- Nën kafaz-tërë gaz[5]
- Pse gjirafa ka qafë të gjatë?[3][1]
- Shkulësit e përjetshëm[1]
- Si mbetën gjallë shqiptarët[1]
- Vdekja e Akanit[1]
- Pëllumbat e kujtimeve (1978)[1]
- Njeriu i Blertë (1990)[1][2]
- Të gjallët dhe të vdekurit e një fëmijërie (1993)[3][1][2]